# Maputo (fiume)
Il Maputo è un fiume dell'Africa che tocca Sudafrica, Swaziland e Mozambico. Fra gli immissari si ricorda il Pongola.